# Список населённых пунктов Вельского района
*Административные центры указаны жирным шрифтом
- Муниципальное образование «Аргуновское»
  - Аргуновская
  - Аргуновский
  - Головковская
  - Лучинская
  - Неклюдовская
  - Овсяниковская
  - Палкинская
  - Покровская
- Муниципальное образование «Благовещенское»
  - Алфёровская
  - Андрейковская
  - Благовещенское
  - Большая Аншуковская
  - Боровое
  - Бревновская
  - Брюховская
  - Власовская
  - Воскресенское
  - Заручевье
  - Зиновьевская
  - Ирзеньга
  - Кочневская
  - Малая Аншуковская
  - Мелеховская
  - Михалёвская
  - Нечаевская
  - Олюбинская
  - Осташевская
  - Павшинская
  - Парфеньево-Левый Берег
  - Парфеньево-Правый Берег
  - Перховская
  - Першинская
  - Пловская
  - Подхолмишная
  - Поташевская
  - Прясницыно-Левый Берег
  - Прясницыно-Правый Берег
  - Рубеж
  - Рудинская
  - Рушановская
  - Саларево
  - Самсоновская-Левый Берег
  - Самсоновская-Правый Берег
  - Сафроновская
  - Столбовская
  - Тимоневская
  - Ушаковская
  - Хайбутовская
  - Чурковская
  - Ямки
- Муниципальное образование «Вельское»
  - Вага
  - Вельск
  - Дюковская[1]
  - Плесовская
- Муниципальное образование «Верхнеустькулойское»
  - Алексеевская
  - Буторинская
  - Ворыгинская
  - Лаптевская
  - Лиходиевский Погост
  - Лысцевская
  - Лыткинская
  - Маковеево
  - Матюшинская
  - Мелединская
  - Михеевская
  - Нестюковская
  - Новолебяжье
  - Окатовская
  - Порядинская
  - Прилук
  - Раменье
  - Савинская
  - Стрелецкая
  - Теплухинская
  - Хребтовская
  - Шестниковская
- Муниципальное образование «Верхнешоношское»
  - Верхопуйский
  - Еменьга
  - Козье
  - Комсомольский
  - Средний
  - Тулма
  - Юра
- Муниципальное образование «Кулойское»
  - Кулой
  - Кулойского совхоза
- Муниципальное образование «Липовское»
  - Андричевская
  - Георгиевское
  - Глубоковская
  - Доровская
  - Залеменьга
  - Колоколовская
  - Кузнецовская
  - Леменьга
  - Малая Липовка
  - Михайловка
  - Павловское
  - Палкино
  - Подпялусье
  - Сидоровская
  - Тимонино
  - Туймино
  - Фоминская
- Муниципальное образование «Муравьёвское»
  - Вороновская
  - Горка-Муравьевская
  - Данилковская
  - Лукинская
  - Першинская
  - Петуховская
  - Пустыньга
  - Фёдоровская
  - Филяевская
- Муниципальное образование «Низовское»
  - Квашнинская
  - Клоповская
  - Лавровская
  - Низовье
  - Подгородье
  - Теребино
  - Филинская
- Муниципальное образование «Пакшеньгское»
  - Артемковская
  - Ефремковская
  - Кулаково-Подгорье
  - Окуловская
  - Петрегино
  - Степанковская
  - Шокша
- Муниципальное образование «Пежемское»
  - Железнодорожный разъезд 78 км
  - Боровинка
  - Елинская
  - Крылово
  - Новый Куваш
  - Палово
  - Пеганово
  - Пежма
  - Пежма (посёлок при станции)
  - Петраково
  - Прилук
  - Притыкинская
  - Селиваново
  - Семёновская
  - Федьково
- Муниципальное образование «Попонаволоцкое»
  - Березник
  - Бучнево
  - Гришинская
  - Захарово
  - Кулига
  - Левково
  - Нижний склад
  - Павловское
  - Пасьва
  - Плечиха
  - Подлевково
  - Поречье
  - Саргино
  - Угрюмовская
- Муниципальное образование «Пуйское»
  - Белавинская
  - Бологовская
  - Болтихино
  - Борисовская
  - Бяково
  - Ванютина Гора
  - Васьково
  - Великодворская
  - Великое
  - Гамиловская
  - Головинская
  - Городище
  - Губино
  - Давыдовская
  - Демидовская
  - Дмитриево
  - Долматово
  - Екимово
  - Есиповская
  - Жуковская
  - Игнатовка
  - Калиновская
  - Кочигино
  - Кошутино
  - Краски
  - Крюково
  - Кухтерево
  - Лужок
  - Лямчинская
  - Макаровская
  - Нестеровская
  - Озябловская
  - Осташевская
  - Олеховская
  - Рогово
  - Савинская
  - Семёновская
  - Сидоровская
  - Стрелка
  - Татаринская
  - Телишевская
  - Устиновская
  - Харюшинская
  - Чернышево
  - Шипицыно
  - Юхнево
- Муниципальное образование «Ракуло-Кокшеньгское»
  - Бегуновская
  - Березник
  - Большое Каргачево
  - Выселок Новинки
  - Григоровская
  - Козловская
  - Кокшеньга
  - Конедринская
  - Коптяевская
  - Локотская
  - Малое Каргачево
  - Надручевская
  - Островская
  - Охлябинская
  - Пугачёвская
  - Ревдино
  - Рысцева Горка
  - Сухоломовская
  - Суяновская
  - Туровская
  - Ужмино
  - Уласовская
  - Устьяновская
  - Фёдоровская
- Муниципальное образование «Солгинское»
  - 72 км
  - Горночаровская
  - Дощаное
  - Завелье
  - Заподюжье
  - Келарева Горка
  - Келарева Горка
  - Рылковский Погост
  - Солгинский
  - Туймино
  - Филимоновская
  - Якушевская
- Муниципальное образование «Судромское»
  - Важская Запань
  - Горы
  - Ивановская
  - Иванское
  - Коллектив
  - Луневская
  - Пайтовская
  - Погост
  - Прилуки
- Муниципальное образование «Тегринское»
  - Тегрозеро
  - Верхопуйский
- Муниципальное образование «Усть-Вельское»[2]
  - 91 км ж/д
  - 95 км ж/д
  - 100 км ж/д
  - Возгрецовская
  - Ежевская
  - Ельциновская
  - Есяковская
  - Ерёминская
  - Заручевская
  - Зелёный Бор
  - Злодеево
  - Карповская
  - Колтовская
  - Костинская
  - Ленино-Ульяновская
  - Мининская
  - Мироминская
  - Никифорово
  - Овчинниковская
  - Павловская
  - Пахотинская
  - Погореловская
  - Прилуцкая
  - Савинская
  - Селютинская
  - Синега
  - Синега-Лесопункт
  - Скомовская
  - Тарасовская
  - Фоминская 1-я
  - Фоминская 2-я
  - Хорошевская
  - Шелюбинская
  - Шиловская
- Муниципальное образование «Усть-Шоношское»
  - Берёзово
  - Дьяковская
  - Зубцовская
  - Каменская
  - Карьер
  - Лодейное
  - Мокшенская
  - Нермуша
  - Солга
  - Тёмная
  - Усть-Шоноша (посёлок)
  - Усть-Шоноша (деревня)
  - Шабаново
  - Шоноша
- Муниципальное образование «Хозьминское»
  - Алексинская
  - Бурцевская
  - Быковская
  - Великий Куст
  - Гридинская
  - Дымковская 1-я
  - Дымковская 2-я
  - Ексинская
  - Исполиновка
  - Кишерма
  - Кореневская
  - Мауркинская
  - Никитинская
  - Никольская
  - Портновская
  - Смольянская
  - Хозьмино
  - Якушевская
- Муниципальное образование «Шадреньгское»
  - Александровская
  - Баламутовская
  - Березник
  - Березнинская
  - Веснинская
  - Леушинская
  - Нефёдовская
  - Семёновская
  - Титовская
  - Шунема